# Petite phrase
Une petite phrase est un court extrait de discours ou une brève citation publique, d'acteurs sociaux (acteur médiatique et le plus souvent politique), destinée à marquer les esprits et être reprise dans les médias. L'Académie française la définit, à l'article « Phrase », comme une « formule concise qui, sous des dehors anodins, vise à marquer les esprits »,.
Cette forme rhétorique s'est multipliée à la suite du développement et de la démocratisation des médias. Ceux-ci apportent en effet de la visibilité et une diffusion massive aux propos d'une personne publique et leur format, notamment la télévision, fait que des propos courts et percutants ont plus de chance de passer à l'antenne et donc d'être repris.
Elle se démarque de la citation classique par le fait qu'elle est extrêmement reconnue et attribuée et qu'elle exprime dans une forte concision une idée simple qui n’appelle ni la réflexion ni le débat sur le fond alors que sa fonction peut être volontairement d'interpeller[pas clair]. Elle se distingue aussi du slogan qui est un énoncé autonome par nature, alors que les petites phrases sont relevées par les journalistes qui les extraient d'un discours.
La petite phrase revêt une valeur illocutoire qui permet de donner à ce lemme les expressions synonymiques ou paraphrastiques apparemment équivalentes de « phrase choc », « phrase du jour/de la semaine/de l’année », « formule », « déclaration ».
Les petites phrases font l'objet de recherches en linguistique, dont une thèse de doctorat soutenue à l'Université de Lorraine par Damien Deias.

## Éléments historiques
« La France est le seul pays où quelque petite phrase puisse faire une grande révolution. »

— Balzac, La Duchesse de Langeais, 1835
L'expression « petite phrase » apparaît au XVIIIe siècle. Sa fréquence d'utilisation augmente fortement au milieu du XIXe siècle à la faveur de l'avènement du parlementarisme et de l'essor des médias de masse. Elle se multiplie dans les livres en français à la période du romantisme révolutionnaire de l'après mai 1968 (d'après les statistiques de Google Ngram Viewer), et s'accentue avec le développement de la presse écrite, radiodiffusée et télévisée depuis les années 1970-1980, notamment dans le domaine politique et le domaine sportif, en lien aussi avec la professionnalisation des spécialistes de la communication politique et publicitaire qui rédigent des discours dans l'espoir que des journalistes en détachent un fragment pour en faire une petite phrase. Cette fréquence s'accélère depuis le XXIe siècle avec l'essor de la presse numérique et des réseaux sociaux.

## Analyse et fonctionnement des petites phrases
Le terme « petites phrases » est « utilisé par de nombreux acteurs sociaux pour décrire des fragments de discours, plus ou moins décontextualisés, qui font l’objet de reprises dans et par les médias, notamment en raison de leur caractère remarquable ou polémique… Dans ce contexte, une autre caractéristique des usages de « petites phrases » est liée au jugement de valeur qui est associé à cette dénomination, généralement sur le mode de la déploration : le cortège continu des « petites phrases » comme figuration de l’actualité politique serait l’une des manifestations du règne de la forme sur le fond, de la recherche d’une visibilité par définition éphémère et, plus généralement, de la dégénérescence du discours politique, tantôt du fait des responsables politiques, tantôt du fait des journalistes et/ou des médias ».
Le terme « petites phrases » peut s'analyser au travers du cadre théorique plus vaste de la surassertion et du détachement énonciatif étudiés par Dominique Maingueneau. Ce linguiste distingue les énoncés qui sont autonomes par nature (proverbes, slogans), et les énoncés qui ont été détachés d'un texte (petites phrases, titres). Il décrit le processus journalistique de l'aphorisation, détachement d'une seule phrase à l'intérieur d'un énoncé pour en faire un aphorisme, procédé qui repose sur des caractéristiques aisément repérables par les journalistes auxquels ils sont prioritairement destinés. Les journalistes peuvent transforme ce fragment de texte, ce qui a diverses implications. Maingueneau explique la prolifération des petites phrases par l'aphorisation qui a pour effet de rendre l'énoncé mémorable et mémorisable, facilitant sa réappropriation par les journalistes (tributaires des impératifs de rapidité, facilité et performativité) et sa circulation. L'aphorisation ultime est « la petite phrase en un seul mot, idéale pour une ère où l’attention du public est devenue minimale ». Toutefois, Annie Ernaux souligne en 2016 à propos de ces petites phrases, quelquefois retravaillées par les journalistes, qu'elles n'existeraient pas sans eux : « Une « petite phrase » à laquelle on n’aurait d’ailleurs pas fait attention si les journalistes […] ne l’avaient mise triomphalement en circulation ».

## Exemples
« Ah les cons ! S'ils savaient »

— Édouard Daladier au retour de Munich, découvrant la foule venue l'applaudir après avoir signé les accords de Munich avec le chancelier Adolf Hitler, le 30 septembre 1938.

« La vieillesse est un naufrage »

— Charles de Gaulle, dans son ouvrage en trois tomes, Les Mémoires de guerre.

« Je vous ai compris »

— Charles de Gaulle, le 4 juin 1958 à Alger.

« La politique de la France ne se fait pas à la corbeille »

— Charles de Gaulle, le 28 octobre 1966, lors d'une conférence de presse.

« Bien entendu, on peut sauter sur sa chaise comme un cabri en disant l’Europe ! l’Europe ! l’Europe ! mais cela n’aboutit à rien et cela ne signifie rien »

— Charles de Gaulle, lors d'un entretien avec Michel Droit, le 14 décembre 1965.

« Vive le Québec libre ! »

— Charles de Gaulle, le 24 juillet 1967 au balcon de l'hôtel de ville de Montréal.

« Tear down this wall! (« Abattez ce mur ! ») »

— Ronald Reagan, s'adressant à Mikhaïl Gorbatchev et évoquant le Mur de Berlin, lors de son discours du 12 juin 1987 à la Porte de Brandebourg.

« Read my lips: no new taxes (« Lisez sur mes lèvres : pas de nouveaux impôts ») »

— George Bush père, lors de la campagne pour l'élection présidentielle américaine de 1988.

« Mais qu'est-ce qu'elle me veut de plus cette mégère ? Mes couilles sur un plateau ? »

— Jacques Chirac, à propos de Margaret Thatcher en février 1988, quand les deux étaient premiers ministres.

« La France ne peut pas accueillir toute la misère du monde... »

— Extrait d'une phrase prononcée par Michel Rocard, alors Premier ministre, la première fois, durant l'émission 7 sur 7  présentée par Anne Sinclair sur TF1, le 3 décembre 1989. Elle est complétée d'une seconde partie, souvent omise : « mais elle doit en prendre fidèlement sa part. ».

« Le bruit et l'odeur (discours de Jacques Chirac) »

— Le bruit et l'odeur, Extrait d'un discours de Jacques Chirac prononcé le 19 juin 1991, connu comme le « Discours d'Orléans ».

« Je vous demande de vous arrêter ! »

— Phrase prononcée par Édouard Balladur, alors Premier ministre et candidat à l'élection présidentielle de 1995, au soir de la proclamation des résultats du premier tour.

« What do you want? Me to go back to my plane and go back to France?
 (« Qu'est ce que vous voulez, que je retourne dans mon avion pour retourner en France ? ») »

— Jacques Chirac, le 22 octobre 1996 à Jérusalem.

« Même quand je ne dis rien, cela fait du bruit »

— Ségolène Royal. Avec cette phrase, elle remporta le prix « Press club, humour et politique » en septembre 2006.

« Casse-toi alors, pauv' con ! »

— Nicolas Sarkozy, au Salon de l'agriculture le 23 février 2008.

« Un pognon de dingue »

— Emmanuel Macron au palais de l'Élysée, expression extraite d'un ensemble de phrases émises au cours d'une séance d'entretien avec son équipe, le 12 juin 2018.

« Je traverse la rue, je vous en trouve (du travail) »

— Emmanuel Macron à Paris, lors des Journées européennes du patrimoine, le 15 septembre 2018.

« Les non-vaccinés, j'ai très envie de les emmerder »

— Emmanuel Macron depuis le jardin de l'Élysée, répondant aux questions de sept lecteurs du Parisien, le 4 janvier 2022.